# Danijel Marušić
Danijel Marušić (ur. 12 października 1972 w Prnjavorze) – chorwacki samorządowiec i polityk, od 2008 roku żupan brodzko-posawski, deputowany do Zgromadzenia Chorwackiego VII, VIII, IX i X kadencji.        
Od 2021 roku jest przewodniczącym Chorwackiego Związku Żupanii.        

## Życiorys
Ukończył szkołę podstawową i liceum w Prnjavorze. Uzyskał tytuł doktora medycyny weterynaryjnej na Wydziale Medycyny Weterynaryjnej uniwersytetu w Zagrzebiu. Rozpoczął następnie podyplomowe studium doktoranckie tamże. W 2017 roku uzyskał stopień doktora habilitowanego. 
Pracował w mleczarni Slavija w Staro Petrovo Selo jako technolog, a następnie kierownik produkcji. Pracował także jako weterynarz w klinice Dorić, a później także jako dyrektor w spółce handlowej Sloboština w Okučani.

### Działalność polityczna
Dołączył do Chorwackiej Wspólnoty Demokratycznej (HDZ). W wyborach samorządowych w 2001 roku został wybrany radnym miejskim gminy Okučani. W tym samym roku został wybrany przewodniczącym tego gremium, stanowisko pełnił do 2005 roku. W wyborach samorządowych w 2005 roku wybrano go radnym żupanii brodzko-posawskiej. 28 stycznia 2008 roku jednogłośnie został wybrany żupanem. Zastąpił na tej funkcji Šimo Đurđevića. W pierwszych wyborach bezpośrednich w 2009 roku uzyskał reelekcję na stanowisku żupana.
W wyborach parlamentarnych w 2011 roku uzyskał mandat deputowanego do Zgromadzenia Chorwackiego z ramienia HDZ. W 2013 roku uzyskał reelekcję jako żupan. W lipcu tego samego roku został członkiem Europejskiego Komitetu Regionów, w którym dołączył do frakcji Europejskiej Partii Ludowej. Zasiał w Komisji Obywatelstwa, Sprawowania Rządów, Spraw Instytucjonalnych i Zewnętrznych (CIVEX) oraz Komisji Zasobów Naturalnych (NAT). W wyborach parlamentarnych w grudniu 2015 roku został ponownie wybrany deputowanym do chorwackiego parlamentu, zawiesił jednak swój mandat w związku z niemożliwością łączenia funkcji deputowanego z funkcją żupana. W przyspieszonych wyborach parlamentarnych w 2016 roku ponownie został posłem, po wyborach ponownie zawiesił mandat.
W wyborach samorządowych w 2017 roku uzyskał reelekcję na funkcji żupana. W lipcu 2020 roku został także ponownie wybrany deputowanym do parlamentu. 6 października 2021 roku został wybrany przewodniczącym Chorwackiego Związku Żupanii.

## Życie prywatne
Jest żonaty ze Snježaną, która również została lekarką weterynarii. Para ma trzech synów – Maria, Mateja i Domagoja. Zamieszkali w Novej Gradišce.